# Fujiwara no Hidesato

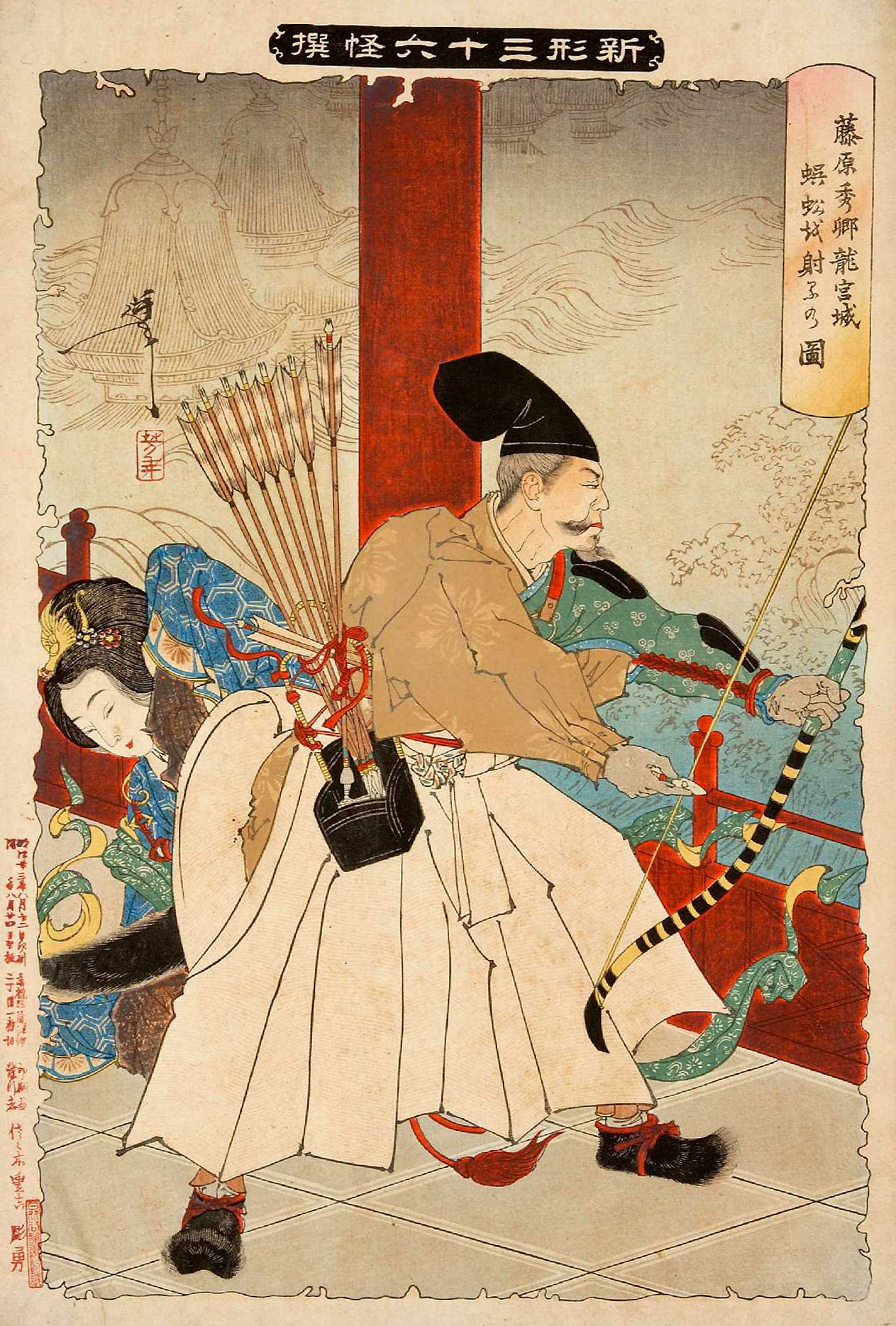
Fujiwara no Hidesato

Fujiwara no Hidesato (japanisch 藤原 秀郷; Geburts- und Todesdatum unbekannt, aktiv im 10. Jahrhundert) war ein japanischer Samurai.

## Leben und Wirken
Fujiwara no Hidesato stammte aus einer mächtigen Familie in der Kantō-Region in der Mitte der Heian-Zeit. Sein Vater war Daijō Murao (大掾 村雄) aus der Provinz Shimotsuke, ein Nachkomme aus dem Uona-(魚名)-Zweigs des Fujiwara-Klans, und seine Mutter soll die Tochter der Kashima-Familie (鹿嶋家) in derselben Provinz gewesen sein. Er war ein mächtiger lokaler Herrscher in der Provinz Shimotsuke (heute Präfektur Tochigi) und wurde mit 17 Mitgliedern seiner Familie im Jahr 916 zeitweise ins Exil geschickt. Er zeichnete sich durch militärische Taktik aus, und als die Rebellion von Taira no Masakado ausbrach, schloss er sich im Februar 940 mit Taira no Sadamori (平 貞盛; 917–977) und anderen im nördlichen Teil der Provinz Shimousa (heute Präfektur Ibaraki) zur Abwehr zusammen.
Für seinen Erfolg im Kampf gegen den Shogun wurde Hidesato in den vierten Rang eines kaiserlichen Untergebenen (従四位下, Ju –Shiige) befördert und erhielt unter anderem die Ehrentitel Shimono-no-kami (下野守) und Musashi-no-kami (武蔵守). Zusammen mit Minamoto no Tsunemoto (源 経基, 894–961), Taira no Sadamori und anderen bildete er eine Art Militäraristokratie in Japan. Sein Sohn Chiharu (藤原 千晴) wurde während des „Anna-Zwischenfalls“ 969 zur Aufgabe gezwungen und zog sich aus der zentralen Politik zurück. Aber seine Nachkommen verbreiteten sich in den nördlichen Kantō- und Nordjapan-Regionen und entwickelten sich zu den Klans der Oyama, Yūki, Shimokōbe (下河辺), Ashikaga (あしかが), Watari (亘理) und anderen.
Hidesatos Leben führte früh zu Legendenbildungen. Die Geschichte der Ausrottung der Hundertfüßer am Berg Mikami (三上山) am Biwa-See durch einen weiblichen Drachen „Ōmukade“ ist berühmt in den „Tawara Tōda Erzählungen“ (俵藤太物語). Später wurde Hidesato als starker Kämpfer in der Literatur und im Theater sehr beliebt.